# Mauá da Serra
Mauá da Serra là một đô thị thuộc bang Paraná, Brasil. Đô thị này có diện tích 108,324 km², dân số năm 2007 là 8268 người, mật độ 73 người/km².